# 金焰乳突天竺鯛
金焰乳突天竺鯛（學名：Fowleria flammea），為輻鰭魚綱鈎頭魚目天竺鯛科乳突天竺鯛屬下的一個種，分布於西太平洋印尼、巴布亞紐幾內亞和菲律賓北部海域，深度7至30公尺，體延長，呈長橢圓形，體側扁，頭大、眼大、口大且斜裂，前鰓蓋骨邊緣具鋸齒，鰓蓋骨後緣棘不發達，體被弱櫛鱗，全身紅色，背鰭2個，尾鰭截形，背鰭硬棘8枚、背鰭軟條9枚、臀鰭硬棘2枚、臀鰭軟條8枚，體長可達3.1公分，棲息在沿海潟湖及珊瑚礁，夜間活動，肉食性，以浮游生物為食，繁殖期時，雄魚具有口孵習性，卵約7日化成仔魚，由雄魚吐出，具短暫的仔魚飄浮期，生活習性不明。